# Mikhaïl Kovaliov
Ne doit pas être confondu avec Mikhaïl Kovaliov (militaire).
Mikhaïl Vassiliévitch Kovaliov (en russe : Михаил Васильевич Ковалёв ; en biélorusse : Міхаіл Васілевіч Кавалёў, Mikhaïl Vassiliévitch Kavaliow), né en 1925 et mort en 2007, est un militaire qui a été président du Conseil des ministres de la République socialiste soviétique de Biélorussie (RSSB) du 10 janvier 1986 au 7 avril 1990. 

## Biographie
Mikhaïl Kovaliov naît le 16 août 1925 à Doubravitsa (be), dans le raïon de Klimavitchy de l'oblast de Moguilev, alors en République socialiste soviétique de Biélorussie. 
Il combat pendant la Seconde Guerre mondiale dans l'Armée rouge. 
Kovaliov dirige la RSSB lorsque la catastrophe de Tchernobyl se produit en Ukraine voisine. 
Il succède à Vladimir Brovikov et précède Viatcheslav Kébitch, qui deviendra le premier chef de gouvernement de la Biélorussie indépendante.
Mikhaïl Kovaliov meurt le 5 juillet 2007 à Minsk et est enterré au cimetière oriental de la ville.